# Chaima Ouanis
Chaima Ouanis (* 19. März 1998) ist eine algerische Leichtathletin, die sich auf den Sprint spezialisiert hat und auch im Hürdenlauf an den Start geht.

## Sportliche Laufbahn
Erste internationale Erfahrungen sammelte Chaima Ouanis im Jahr 2017, als sie bei den Juniorenafrikameisterschaften in Tlemcen in 1:03,16 min die Bronzemedaille über 400 m Hürden gewann und über 100 m Hürden nicht ins Ziel kam. Zudem siegte sie in 48,44 s mit der algerischen 4-mal-100-Meter-Staffel und sicherte sich mit der 4-mal-400-Meter-Staffel in 4:03,09 min die Silbermedaille. 2022 belegte sie bei den Mittelmeerspielen in Oran in 3:45,18 min den vierten Platz mit der 4-mal-400-Meter-Staffel und im Jahr darauf belegte sie bei den Panarabischen Spielen in Algier in 24,34 s den fünften Platz im 200-Meter-Lauf. Zudem gelangte sie über 400 Meter mit 56,15 s auf den sechsten Platz und gewann mit der Staffel in 3:42,91 min die Bronzemedaille hinter den Teams aus Marokko und Bahrain. Anschließend schied sie bei den World University Games in Chengdu mit 24,62 s im Halbfinale über 200 Meter aus und kam über 400 m Hürden mit 1:04,75 min nicht über den Vorlauf hinaus. Zudem wurde sie im Staffelbewerb im Finale disqualifiziert. 2025 siegte sie bei den Arabischen Meisterschaften in Oran in 61,05 s über 400 m Hürden.
2022 wurde Ouanis algerische Meisterin im 200-Meter-Lauf sowie 2022 und 2023 in der 4-mal-400-Meter-Staffel. 2024 wurde sie dann Landesmeisterin im 400-Meter-Lauf.

## Persönliche Bestleistungen
- 200 Meter: 23,97 s (+0,9 m/s), 2. August 2022 in Dély Ibrahim
- 400 Meter: 54,66 s, 29. Juni 2024 in Algier
- 400 m Hürden: 59,40 s, 12. Mai 2024 in Tomblaine